# معارضة أصحاب المسؤولية
التصويت ضد شاغل الوظيفة هو تصويت يُجرى ضد المسؤولين المنتخبين الموجودين في السلطة حاليًا. ويسمح ذلك للمصوتين بتسجيل استيائهم من المسؤولين الحكوميين الذين يشغلون المناصب حاليًا، وخصوصًا عند الاعتراض على أفعال معينة مارستها الحكومة أو المسؤولون المنتخبون المتكلم عنهم.